# Ley de amnistía de España de 1977
La Ley de Amnistía (formalmente, la Ley 46/1977, de 15 de octubre, de Amnistía) es una norma jurídica con rango de ley promulgada en España el 15 de octubre de 1977 que entró en vigor el día de su publicación en el Boletín Oficial del Estado, el 17 de octubre de ese año.
La ley establecía la amnistía para todos los actos de intencionalidad política considerados delitos por la legislación ejecutados hasta el 15 de junio de 1977, fecha de la celebración de las primeras elecciones democráticas tras cuarenta años de dictadura. De igual forma, también amnistiaba a las autoridades, funcionarios y agentes del orden que hubieran cometido delitos o faltas durante la persecución de actos políticos o hubieran violado «los derechos de las personas». Puesta en vigor en plena transición, su objetivo era eliminar algunos efectos penales que pudieran hacer peligrar la consolidación de la democracia en España.
Carme Molinero y Pere Ysàs han destacado que «no ha sido infrecuente en los últimos años que la Ley de Amnistía de 1977 haya sido presentada como una “autoamnistía” obra de los franquistas. Nada más lejos de la realidad. Fue la primera ley aprobada por las Cortes democráticas [salidas de las elecciones de junio de 1977] a iniciativa de los grupos políticos que procedían del antifranquismo, y los más genuinos representantes del franquismo en el Parlamento la rechazaron desde los escaños de Alianza Popular. [...] La ley de octubre de 1977 no tiene nada que ver con las autoamnistías aprobadas en los momentos finales de otras dictaduras para garantizar la impunidad de sus dirigentes... ¿Cómo podría considerarse "autoamnistía" una ley cuyos supuestos máximos beneficiarios rechazaron?».
Varias décadas después, a raíz de las denuncias interpuestas por delitos de lesa humanidad, genocidio y desaparición forzada cometidos durante la guerra civil española (1936-1939) y la dictadura franquista (1939-1975), y que se encontraron con el obstáculo infranqueable de la ley, que impedía juzgar delitos pertenecientes a esa época, organizaciones como Human Rights Watch y Amnistía Internacional solicitaron en repetidas ocasiones al Gobierno la derogación de la norma por considerarla incompatible con el Derecho internacional, pues impide juzgar delitos considerados imprescriptibles. El 10 de febrero de 2012, Navanethem Pillay, representante de la Oficina del Alto Comisionado de las Naciones Unidas para los Derechos Humanos, pidió formalmente a España la derogación de la ley argumentando que incumplía la normativa internacional sobre derechos humanos.
Según expertos juristas, la Constitución impediría tal derogación, pues la reactivación de una responsabilidad penal que ya ha sido extinguida violaría el principio de irretroactividad de las normas sancionadoras desfavorables establecido en el artículo 9.3 de la Carta Magna. Sin embargo, el 20 de marzo de 2018 Podemos, Compromís y los grupos nacionalistas presentaron en el Congreso de los Diputados una propuesta de reforma de la ley para que los responsables de violaciones de los derechos humanos durante el franquismo pudieran ser juzgados, pero fue rechazada por los votos en contra de PP, PSOE y Ciudadanos.
El debate acerca del alcance de la Ley de Amnistía sobre los «crímenes del franquismo» se volvió a abrir en noviembre de 2021 a raíz de la enmienda presentada por el PSOE y Unidas Podemos al proyecto de Ley de Memoria Democrática, propuesta por ellos mismos, que decía: «Todas las leyes del Estado español, incluida la Ley 46/1977, de 15 de octubre, de Amnistía, se interpretarán y aplicarán de conformidad con el Derecho internacional convencional y consuetudinario y, en particular, con el Derecho Internacional Humanitario, según el cual los crímenes de guerra, de lesa humanidad, genocidio y tortura tienen la consideración de imprescriptibles y no amnistiables». Se interpretó como un intento de superar la Ley de Amnistía sin derogarla y generó una enorme polémica.
Molinero e Ysàs puntualizan:

Con una mirada desde casi cuatro décadas después, con la justicia transicional bien asentada desde la última década del siglo XX y con los principios de "verdad, justicia y reparación" fuera de toda discusión, pero también desde el desconocimiento de la historia española del siglo XX, pueden sorprender las actitudes predominantes en los principales actores políticos de la España de los años setenta. Pero está fuera de lugar pretender desde el presente dictaminar cómo deberían haber actuado en un contexto y bajo unos condicionantes muy distintos a los actuales.

## Antecedentes
La propuesta o petición de una amnistía, si bien con diversos contenidos, era antigua. Ya durante la misma Guerra Civil el presidente Negrín había expuesto su programa, conocido como los Trece puntos de Negrín, cuyo decimotercer punto proponía una «amplia amnistía para los españoles que quieran reconstruir y engrandecer España». Por su parte, Salvador de Madariaga presidió en París una conferencia internacional privada para buscar la paz que envió a los gobiernos de Franco y Negrín un Anteproyecto de plan para la suspensión de hostilidades y restablecimiento de la paz que incluía expresamente una amnistía por los delitos de guerra y los delitos políticos. Por último, el presidente de la República Manuel Azaña planteó insistentemente a lo largo de la guerra a diversos interlocutores un plan de paz basado en una mediación internacional. En agosto de 1938 se lo expuso al encargado de negocios británico explicándole que, tras una «suspensión de armas» y desmovilización, debería aprobarse «una amnistía general en ambos lados y un intercambio general de prisioneros».
Tras la finalización de la guerra, se sucedieron las propuestas y negociaciones de las distintas fuerzas políticas de oposición. En 1948, dos organizaciones que representaban a sectores políticos que se habían enfrentado con las armas —el Partido Socialista Obrero Español (PSOE) y la Confederación de Fuerzas Monárquicas— alcanzaron un acuerdo para una posible transición desde la dictadura de Franco a un régimen democrático. Uno de los puntos del acuerdo era la aprobación de «una amplia amnistía de delitos políticos», que formaba parte de las medidas diseñadas para conseguir el «mantenimiento del orden público sin venganzas ni represalias». Los ocho puntos de este acuerdo fueron ratificados por el IV Congreso del PSOE celebrado en 1950.
En 1950 se formó un Consejo Federal Español del Movimiento Europeo (CFEME) con participación de socialistas, liberales, nacionalistas catalanes y nacionalistas vascos. Celebró unas jornadas de estudio con 84 participantes entre los que había también monárquicos y miembros de la Confederación Nacional del Trabajo (CNT); solo quedaban fuera falangistas y comunistas. Los asistentes aprobaron cuatro resoluciones encaminadas a iniciar el camino que debía recorrer España para unirse a Europa. Estas resoluciones estaban muy influidas por el acuerdo entre monárquicos y socialistas de dos años antes, si bien sin mención de la amnistía. Sin embargo, se formó una Comisión Jurídica permanente que en febrero de 1951 presentó las bases y el articulado de un Anteproyecto de Estatuto legal de disposiciones para restablecer la normalidad jurídica en España y preparar elecciones libres que incluye los anteproyectos de cuatro decretos. Allí se incluía una «amnistía de todos los delitos perpetrados por móvil político y social cometidos desde el 18 de julio de 1936 hasta el día de la firma»; una amnistía general «por la cual quedaba liquidado el período de la Guerra Civil». El 31 de diciembre de 1954, el Gobierno republicano en el exilio de Gordón Ordás hizo suyo el trabajo del CFEME, dando así un giro radical a la posición legitimista que había mantenido hasta entonces.
En 1956, tras el ingreso de España en la ONU y la celebración del XX Congreso del PCUS que marcó el inicio del proceso de desestalinización, el Partido Comunista de España (PCE) sustituyó sus anteriores políticas de Unión Nacional y de Frente Nacional Antifranquista por la de Reconciliación nacional. Se inspiraba en la política seguida por el Partido Comunista Italiano (PCI) en 1944 cuando, tras una etapa de «justicia salvaje» con miles de ejecuciones de fascistas a manos de los partisanos, Palmiro Togliatti abogó por un gobierno de unión nacional y, en 1946 promovió una ley de amnistía que benefició tanto a partisanos como a fascistas. Por ello, entre otras medidas, el PCE propone tenderse la mano entre personas de diversas tendencias políticas «para impulsar grandemente la reconciliación de los españoles, tratando de conseguir una verdadera amnistía que cancele todas las causas judiciales de la guerra y del periodo posterior». En su VI Congreso, celebrado entre 1959 y 1960, el PCE aprobará un «programa mínimo» en cuyo tercer apartado establecía una «Amnistía general para los presos y exiliados políticos, extensiva a todas las responsabilidades derivadas de la guerra civil en ambos campos contendientes».
El mismo año 1959 un importante grupo de intelectuales exiliados suscribió una declaración que exigía la «promulgación de una amplia amnistía que comprenda la liberación total e incondicional de los presos políticos y el otorgamiento de las garantías necesarias para regresar a España, sin discriminación ni limitación alguna, todos los emigrados que lo deseen». Entre los firmantes estaban Pedro Bosch, José Giral, León Felipe, Wenceslao Roces y Max Aub. Y en el interior de España, un nutrido grupo de artistas envió una carta al ministro de Justicia. En ella, «considerando que el tiempo transcurrido ha borrado las diferencias motivadas por la Guerra Civil», solicitaban que se dictara una «amnistía general que elimine las dificultades que impiden el regreso de los españoles que se encuentren en el destierro, garantice su libre incorporación a la vida nacional sin trabas de ninguna índole y devuelva la libertad a todos los presos políticos». Firmaban, entre otros, Daniel Vázquez Díaz, Benjamín Palencia, Ángel Ferrant, Pablo Serrano, Álvaro Delgado, Lucio Muñoz, Martín Chirino y Antonio López.
A partir de los años 1960 las peticiones de amnistía fueron constantes por parte de partidos, personalidades, medios de comunicación y organizaciones de diverso tipo: Cuadernos para el Diálogo en 1970, el IV Congreso Nacional de la Abogacía celebrado en León el mismo año, la Asamblea de Cataluña en 1971, la Comisión Nacional de Justicia y Paz en 1974, Justicia Democrática en su memoria de ese mismo año, Pax Christi en 1976. Todos los partidos de oposición hicieron suya la demanda de amnistía, que fue reclamada por la Junta Democrática desde su constitución.
Sobre el alcance de la amnistía Santiago Carrillo, secretario general del PCE, principal promotor de la Junta Democrática, dijo lo siguiente en un discurso pronunciado en París a finales de 1974, un año antes de la muerte del dictador Franco:

Nosotros estamos convencidos de que la solución para España es una solución democrática y con libertades políticas para todos, mediante la reconciliación entre unos y otros españoles.
Cuando nosotros hablamos de amnistía, no hablamos de la amnistía para nosotros. Hablamos de la amnistía para los que han combatido en el otro lado. Y no solamente para los que han combatido en la guerra, sino para los que han combatido después y para los que nos han matado después.
Hoy "los criminales" somos nosotros. Pero mañana "los criminales" serán ellos. Nuestra concepción de la amnistía es que esa amnistía debe ser para unos y para otros.
Es decir, que no debe haber ningún espíritu de revancha ni ninguna política de revancha.

## Precedentes: las amnistías «parciales» de julio de 1976 y de marzo de 1977

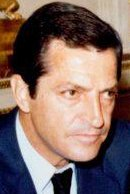
El gobierno de Adolfo Suárez (en la imagen) aprobó dos amnistías parciales en julio de 1976 y en marzo de 1977.

El 5 de julio de 1976 Adolfo Suárez juraba su cargo como nuevo presidente del Gobierno, designado por el rey Juan Carlos I. En su primera declaración, después de manifestar su convicción de que la soberanía residía en el pueblo, anunció que este se expresaría libremente en unas elecciones generales que se convocarían para antes del 30 de junio del año siguiente. También anunció la concesión de la amnistía más amplia «posible», una antigua y reiterada reivindicación de la oposición antifranquista, base imprescindible para la reconciliación nacional.
El 30 de julio Adolfo Suárez cumplió su promesa y su Gobierno aprobó un decreto-ley de amnistía para algunos presos encarcelados por motivos políticos, que fue publicado en el BOE el 4 de agosto. En el artículo 1 del Real-Decreto, cuya finalidad era «promover la reconciliación de todos los miembros de la Nación», se concedía la «amnistía por todos los delitos y faltas de intencionalidad política y de opinión», pero se exceptuaban los que «hayan puesto en peligro o lesionado la vida o la integridad de las personas», lo que significaba que los presos políticos con «delitos de sangre» —es decir, los miembros de ETA y del GRAPO— quedaban excluidos. Otra excepción fue la que se aplicó a los militares de la Unión Militar Democrática que, si bien pudieron abandonar la cárcel, no pudieron reintegrarse al Ejército. El artículo 8 establecía que «los militares a quienes sea aplicada la amnistía no serán por ello reintegrados en sus empleos ni carreras, de las que seguirán definitivamente separados, cuando hayan sido condenados a penas que produzcan la pérdida de empleo, separación del servicio o pérdida de plaza o clase».
Por otro lado, el decreto ley también incluía «la reintegración de los derechos pasivos a los militares sancionados después de la pasada contienda, de los distintos indultos concedidos y de la prescripción, por ministerio de la ley, de todas las responsabilidades penales por hechos anteriores al 1 de abril de 1939». Esta disposición se relacionaba con el decreto ley de prescripción —que no amnistía— aprobado por el general Franco el 1 de abril de 1969 y que afectó a todos los delitos cometidos antes del 1 de abril de 1939, día en que finalizó la guerra civil española.

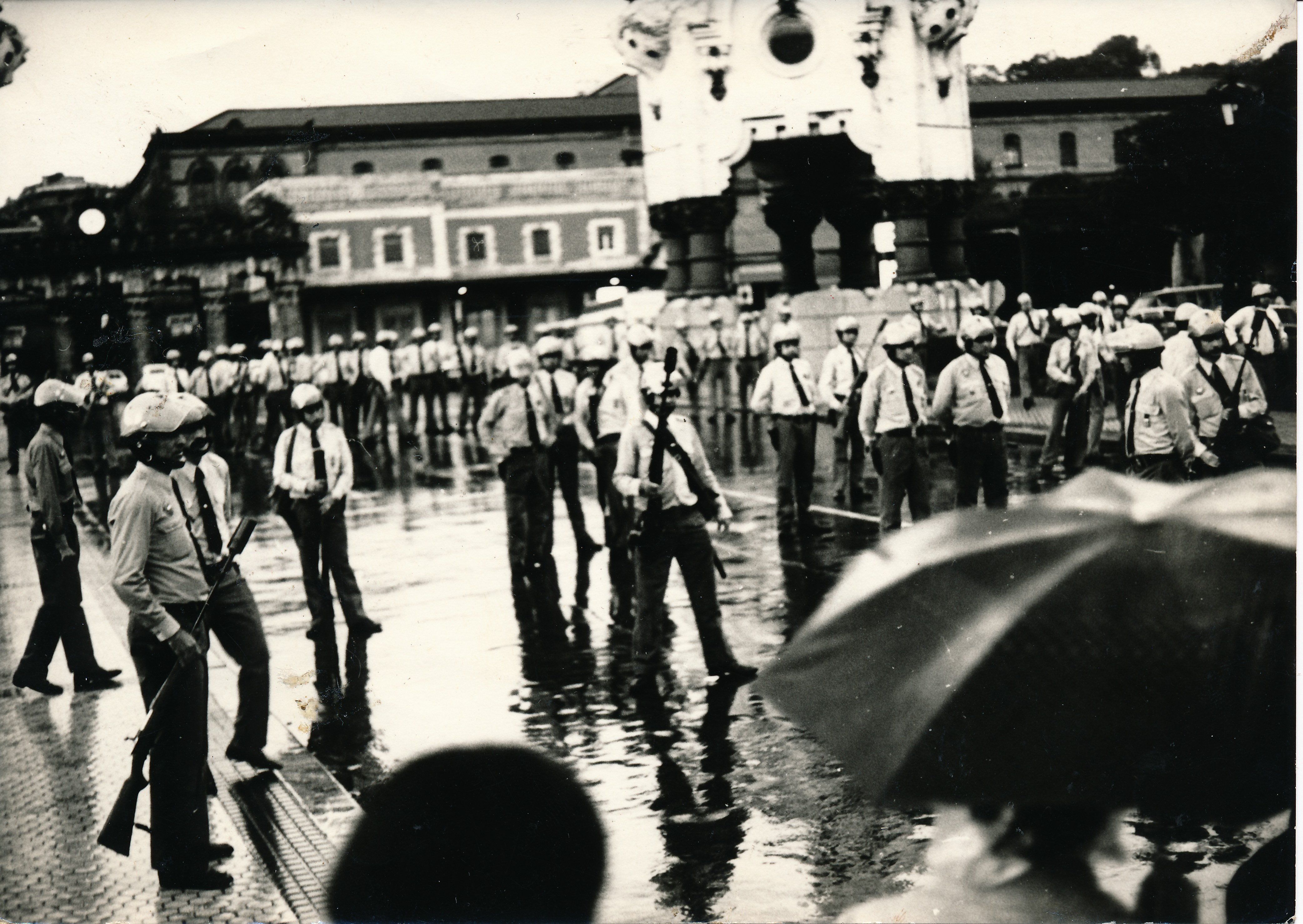
Fuerzas antidisturbios de la Policía Armada preparadas para intervenir en San Sebastián durante la semana proamnistía de mayo de 1977.

La oposición democrática consideró el Real-Decreto de Suárez como una «amnistía parcial» y reivindicó la «amnistía total». El 11 de enero de 1977, en una reunión entre cuatro representantes de la oposición democrática (Antón Cañellas, Felipe González, Julio de Jáuregui y Joaquín Satrústegui) y el presidente Adolfo Suárez, se solicitó al Gobierno una «amnistía total» para todos los hechos y delitos de intencionalidad política ocurridos entre el 18 de julio de 1936, fecha del inicio de la guerra civil, y el 15 de diciembre de 1976, día de la celebración del referéndum en que se aprobó la Ley para la Reforma Política. Dos meses después, en marzo de 1977, el Gobierno aprobaba una ampliación de la amnistía de la que ya únicamente se excluían los encausados por delitos que hubieran causado la muerte de otras personas. Esta amnistía continuaba dejando en la cárcel a miembros de ETA por lo que en el País Vasco y Navarra continuaron las movilizaciones que culminaron en la semana proamnistía de mayo de 1977.

## La Ley de Amnistía
Constituidas las Cortes surgidas de las elecciones democráticas de junio de 1977, los grupos de la oposición presentaron una iniciativa para aprobar una Ley de Amnistía. En principio Unión de Centro Democrático (UCD), el partido de Suárez que era el que contaba con mayor número de escaños en el Congreso de los Diputados aunque no llegaba a la mayoría absoluta, no se sumó a la iniciativa porque consideraba suficientes las amnistías aprobadas en julio de 1976 y marzo de 1977. Finalmente aceptó la formación de una ponencia para la elaboración de un proyecto de ley con los demás grupos, en la que no participó el partido neofranquista Alianza Popular que se opuso frontalmente a la aprobación de cualquier ley de amnistía.
Los ponentes de UCD insistieron en que se explicitara en la ley que la amnistía también incluía «cualquier responsabilidad penal en que pudieran haber incurrido las autoridades, funcionarios y agentes del Orden Público» en la investigación de «delitos de intencionalidad política», a lo que ningún ponente del resto de grupos se opuso. De hecho el periódico del PCE Mundo Obrero publicó que la introducción de la referencia a las autoridades, funcionarios y policías franquistas era «redundante» , era una «mención innecesaria, por otra parte, ya que cuando la oposición dice amnistía lo dice en su sentido más profundo. Y ello, pese a haber sido sus militantes las personas sobre las que recayó en los últimos cuarenta años una de las más duras represiones y prácticas de tortura ejercitadas por los aparatos represivos». Los historiadores Carme Molinero y Pere Ysàs comentan: «En definitiva, la posición comunista, compartida por la inmensa mayoría de la oposición, muestra que la agenda del antifranquismo no contemplaba llevar a autoridades y funcionarios franquistas ante los tribunales de justicia, independientemente de que ello hubiera sido absolutamente inviable en las condiciones políticas del momento». De hecho el diputado de Euskadiko Ezkerra Francisco Letamendía, que votó en contra de la ley al considerarla «insuficiente», en ningún momento hizo alusión a los funcionarios y policías que pudieran beneficiarse de ella. Tampoco la extrema izquierda extraparlamentaria, como la Liga Comunista Revolucionaria o el Movimiento Comunista de España, criticó la ley por este motivo, añaden Molinero e Ysás. Recuerdan que fue la extrema derecha franquista la que rechazó radicalmente la ley. A pesar de ello, muchos años más tarde se ha sostenido que UCD introdujo en la ley «la impunidad de los funcionarios del franquismo» y que la oposición no tuvo más remedio que aceptarlo debido a que el «control del Ejército, la Policía y parte de la justicia por las élites franquistas era incontestable».
En esta idea de que la amnistía incluía a los dos bandos contendientes en la guerra civil y al aparato represivo franquista insistió el portavoz comunista en el Congreso de los Diputados Marcelino Camacho, que había padecido varios años de cárcel durante la dictadura:

La primera propuesta presentada en esta Cámara ha sido precisamente hecha por la Minoría Parlamentaria del Partido Comunista y del PSUC el 14 de julio, orientada precisamente a esta amnistía. Y no fue un fenómeno de la casualidad, señoras y señores Diputados, es el resultado de una política coherente y consecuente que comienza con la política de reconciliación nacional de nuestro Partido. [...] Nosotros considerábamos que la pieza capital de esta política de reconciliación nacional tenía que ser la amnistía. ¿Cómo podríamos reconciliarnos los que nos habíamos estado matando los unos a los otros, si no borrábamos ese pasado de una vez para siempre?

La intensa y laboriosa negociación del proyecto de ley no se refirió a la mención a las autoridades y policías franquistas que UCD quería explicitar, sino al alcance de la amnistía. Finamente se acordó un proyecto con el apoyo de todos los grupos, con la excepción de Alianza Popular —«Operar con el concepto de amnistía, que borra el delito, para hechos atroces de muerte a sangre fría, implacables, proyecta dudas sobre la legitimidad de tales hechos, lo que puede resultar socialmente intolerable y gravemente pernicioso», alegaron desde el partido liderado por el exministro franquista Manuel Fraga—. Según el proyecto se amnistiaban todos los delitos y faltas, cualquiera que fuera su resultado, que se hubieran cometido hasta el 15 de junio de 1977, excluyendo los cometidos por la extrema derecha entre el 15 de diciembre de 1976 y esa fecha —que no buscaban el «restablecimiento de las libertades públicas o de reivindicación de autonomías de los pueblos de España»—, y los que entre el 15 de junio de 1977 y el 6 de octubre hubieran supuesto violencia grave contra la vida o la integridad de las personas. De esta forma, según Molinero e Ysàs, se aseguraba que «saldrían de las cárceles todos los presos políticos antifranquistas que quedaran en ellas, incluidos quienes habían ejecutado actos violentos hasta el momento, particularmente los miembros de ETA».
El proyecto de Ley de Amnistía fue presentado por Rafael Arias Salgado, portavoz de UCD, como «el presupuesto ético-político de la democracia, de aquella democracia a la que aspiramos, que por ser auténtica no mira hacia atrás, sino que, fervientemente, quiere superar y trascender las divisiones que nos separaron y enfrentaron en el pasado». La comisión que había redactado el proyecto de ley la habían compuesto Pilar Brabo y Marcelino Camacho (PCE), Xabier Arzallus y Mitxel Unzueta (MVC), Plácido Fernández Viagas y Pablo Castellano (PSOE) y Donato Fuejo (GM).
La ley fue aprobada en el Congreso de los Diputados el 15 de octubre de 1977 con el apoyo de casi todos los grupos parlamentarios (Unión de Centro Democrático, Partido Socialista Obrero Español, Partido Socialista Popular, Partido Comunista de España, la Minoría Vasco-Catalana y el Grupo mixto) y con la abstención de Alianza Popular y los diputados Francisco Letamendia (Euskadiko Ezkerra) e Hipólito Gómez de las Roces (Candidatura Aragonesa Independiente de Centro). En total, 296 votos a favor, dos en contra (de los diputados socialistas Julio Busquets y José Antonio Bordés Vila),   18 abstenciones y uno nulo.
Como han señalado Carme Molinero y Pere Ysàs el debate parlamentario de la ley fue «especialmente interesante y revelador». Los diputados procedentes del antifranquismo fueron los que defendieron con mayor energía la ley porque la consideraban como una medida de ruptura definitiva con el pasado y como un paso decisivo para la implantación de un sistema democrático en España. Así lo constataron, por ejemplo, el socialista catalán Josep Maria Triginer que manifestó que «el día de hoy cierra definitivamente una etapa histórica de nuestro país»; el socialista vasco José María Benegas que afirmó que la aprobación de la ley implicaba enterrar por fin la guerra civil, «la división entre los españoles y las responsabilidades derivadas de quienes, en defensa de la libertad, se opusieron a aquellos que pretendieron acallar la fuerza de la razón por la fuerza de la violencia y del ejercicio del poder»; o el nacionalista vasco Xabier Arzallus que dijo que la amnistía era «el inicio del comienzo de la democracia».
Por el contrario, los que se opusieron con mayor vehemencia a la amnistía fueron los parlamentarios de la neofranquista Alianza Popular (AP). Su portavoz en el debate parlamentario, el exministro franquista Antonio Carro, dijo que la ley se traduciría en «un fermento de la inseguridad social, en la institucionalización del desconocimiento del Estado de Derecho y en una profunda erosión de la autoridad» y que su aprobación significaba deslizarse «por el plano inclinado del menosprecio de las leyes, del desgobierno y, en fin, de la anarquía». El líder de AP Manuel Fraga afirmó que el efecto principal de la ley sería «dar ánimos a los terroristas».

### Los condenados de la UMD
En lo que no estuvo de acuerdo la oposición con UCD no fue en la inclusión de funcionarios y policías franquistas en la amnistía sino en que se volviera a dejar fuera a los condenados de la Unión Militar Democrática (UMD), excarcelados por la amnistía parcial de julio de 1976, ya que de nuevo no se les permitió reingresar en el Ejército. En el artículo 6 se decía: «Respecto del personal militar al que se le hubiere impuesto, o pudiera imponérsele como consecuencia de causas pendientes, la pena accesoria de separación del servicio o pérdida de empleo, la amnistía determinará la extinción de las penas principales y el reconocimiento, en las condiciones más beneficiosas, de los derechos pasivos que les correspondan en su situación». Según Roberto Muñoz Bolaños, fueron tres las razones que explicarían su exclusión: el rechazo generalizado de los militares al reingreso de los militares de la UMD, la palabra dada por el teniente general Manuel Gutiérrez Mellado, vicepresidente del Gobierno y ministro de Defensa, de que la reincorporación no se produciría y el empeño del Gobierno de Adolfo Suárez en mantener la unidad de las Fuerzas Armadas, «evitando cualquier problema que pudiese ponerla en peligro». «El general Gutiérrez Mellado, vicepresidente del Gobierno, a su vez presionado por la cúpula militar, transmitió a los parlamentarios de UCD que si se aprobaba dicha reincorporación habría una fuerte reacción militar de imprevisibles consecuencias y que él dimitiría de su cargo».

## Críticas a la ley

### Tras su aprobación
Además de la neofranquista Alianza Popular, las críticas más radicales a la ley provinieron de la extrema derecha franquista. La revista Fuerza Nueva le dedicó un editorial nada más aprobarse en el que se decía que el acuerdo sobre la ley entre el Gobierno y «la oposición marxista-separatista» consumaba «la gran traición por parte de quienes ahora ocupan el poder». La amnistía agraciaba con la impunidad «a una serie de criminales autores de los más viles asesinatos cometidos contra la unidad de España, contra sus Fuerzas Armadas y contra aquellos ciudadanos, humildes en su mayoría, que fueron fieles a las mismas ideas y Régimen político que hicieron posible, entre otras cosas, la instauración de la actual Monarquía». Además, con la amnistía se justificaban y se sancionaban como buenas «las actitudes antipatrióticas, insolidarias y de violencia común bajo el simple pretexto de una "defensa de la democracia, con lo cual esta, la democracia, por muy excelsa que sea como institucionalizadora de Estado, queda por encima de la misma Patria, por encima, por tanto, de la unidad de España».

### Años después: ¿autoamnistía?
Con el paso del tiempo el significado de la Ley de Amnistía cambió para algunos, sobre todo al comprobar los efectos que tendría sobre cualquier denuncia efectuada acerca de los hechos que un sector de la opinión pública consideró como graves delitos contra la humanidad cometidos durante la dictadura del general Franco. En este sentido, algunas organizaciones han sostenido que los recuerdos de la guerra y el franquismo estaban muy presentes e influyeron para asegurar la «impunidad» de estos crímenes a través de la Ley de Amnistía. Sus argumentos defienden que durante la transición en España no se debatió fuerte y abiertamente sobre los crímenes franquistas.
En 2011 el catedrático de Economía Joan Martínez Alier, quien fue varias veces candidato al Congreso por el partido Los Verdes, manifestó que «la denuncia y el debate político de tales crímenes contra los derechos humanos habría sido cortada por la Ley de Amnistía de octubre de 1977, que amnistiaba (art. 2f) los delitos cometidos por funcionarios y agentes del orden público contra el ejercicio de los derechos de las personas (tales como el no perder la vida y vivir en libertad). Quienes habían impedido el ejercicio de tales derechos, fueron amnistiados. Mejor dicho, se auto‐amnistiaron con la aquiescencia de los partidos políticos de centro y de izquierda que habían ganado escaños en las primeras elecciones en España desde 1936, las de 1977».
La tesis de la «autoamnistía» ha sido criticada por Carme Molinero y Pere Ysàs, profesores de historia contemporánea de la Universidad Autónoma de Barcelona:

Esta explicación responde también a un notable desconocimiento de la situación del proceso histórico y, en algunos casos, a la voluntaria miopía respecto a la complejidad social, en un ejercicio muy distante de la inteligencia política que una parte significativa de la militancia antifranquista supo desarrollar sobre todo en la década anterior a la muerte del dictador. [...] Los parlamentarios procedentes del antifranquismo exigían la amnistía como una medida de ruptura con el pasado y, además, de reconciliación; para ellos se trataba de negar el orden franquista y avanzar decisivamente hacia un nuevo marco político que permitiera que todos los ciudadanos pudieran convivir en España libremente, defendiendo cada uno sus ideas

## Peticiones de derogación
A raíz de las denuncias contra los crímenes del franquismo y otras por delitos cometidos durante la guerra civil española, como las matanzas de Badajoz y Paracuellos, y que se encontraron con el obstáculo infranqueable de la ley, organizaciones de derechos humanos como Human Rights Watch y Amnistía Internacional solicitaron al Gobierno de España su derogación, al considerarla incompatible con el Derecho internacional, pues impide juzgar delitos considerados imprescriptibles.
En 2009, el Comité de Derechos Humanos transmitió a España su recomendación de que considerase la derogación de la Ley de Amnistía, recordando que los delitos de lesa humanidad son imprescriptibles. Igualmente, expresó su preocupación por los obstáculos encontrados por las familias de desaparecidos. El Gobierno de España respondió cuestionando la competencia del Comité en dicha materia y recordando que la Ley de Amnistía fue una demanda de toda la oposición al franquismo que contribuyó a la transición a la democracia.
También en 2009, el Comité contra la Tortura pidió información a España acerca de si la Ley de Amnistía estaba en contradicción con la Convención contra la tortura y otros tratos o penas crueles, inhumanos o degradantes de 1984 y cuál era la posición de España respecto del ejercicio de la acción penal en los casos amnistiados. El Gobierno español respondió al requerimiento informando de que la Ley de Amnistía fue una demanda de toda la oposición democrática al franquismo, que los hechos amnistiados por ella son anteriores a la entrada en vigor de la Convención contra la Tortura —el 26 de junio de 1987— y que el Estado realiza acciones para restablecer los derechos de las víctimas. El Comité, pese a reconocer que la Ley de Amnistía era anterior a la entrada en vigor de la Convención, solicitó a España que los delitos de tortura y desapariciones forzadas no quedaran sujetos a amnistía. Solicitó igualmente que el Estado prosiguiera con el esclarecimiento de la suerte de las víctimas.
En septiembre de 2010, el Grupo de Trabajo sobre Desapariciones Forzadas o Involuntarias manifestó que la Ley de Amnistía chocaba con la "Declaración sobre la Protección de todas las Personas contra las Desapariciones Forzadas" de 1992, que impondría a España «la obligación de investigar, perseguir y sancionar a los responsables de desapariciones».
El 10 de febrero de 2012, Navanethem Pillay, representante de la Oficina del Alto Comisionado de las Naciones Unidas para los Derechos Humanos pidió formalmente a España la derogación de la ley, argumentando que incumplía la normativa internacional sobre Derechos Humanos.

### Aspectos legales
Aunque Luciano Varela manifestó en el auto de la querella contra el juez Garzón de 2010 que «El Poder Legislativo podrá entonces derogar la ley española de amnistía de 1977 y redefinir el alcance de la retroactividad de las normas sobre prescripción. Solamente restará, en tal caso, examinar si con tal decisión se supera el canon constitucional», según expertos juristas, la Constitución española de 1978 impediría tal derogación, pues la reactivación de una responsabilidad criminal que ha sido extinguida violaría el principio de irretroactividad establecido en el artículo 9.3 de la carta magna. Sólo a través de una revisión constitucional podría reactivarse la responsabilidad criminal ya extinguida. También podría ser un obstáculo la redacción del artículo 15.1 del Pacto Internacional de Derechos Civiles y Políticos, ratificado por España el 27 de abril de 1977. Aunque basándose en dicho tratado (entre otros), concretamente en el artículo 15.2, el BNG justificó su propuesta de modificación con efectos retroactivos de la ley de amnistía para excluir de su alcance el delito de genocidio y los delitos de lesa humanidad.
Es reseñable el dato de que, en el tiempo transcurrido desde 1979, cuando España ratificó la Convención Europea de Derechos Humanos, el Tribunal Europeo de Derechos Humanos no haya tenido que dictar ninguna sentencia relativa a la Ley de Amnistía, pese a lo polémica que parece ser la controversia al respecto.

## Apoyos a la Ley de Amnistía
Las críticas a la Ley de Amnistía no son unánimes, pues un importante sector político, jurídico y de opinión pública sigue considerándola como un logro de la oposición democrática al franquismo, además de como una forma de «superar la larga confrontación sufrida por los españoles desde 1936». En julio de 2011, el Bloque Nacionalista Galego presentó en el Congreso de los Diputados una proposición para derogar la Ley y la propuesta fue rechazada por una amplia mayoría formada por partidos de diversas ideas políticas (el resultado fue de 8 votos a favor de la derogación, 320 en contra y 8 abstenciones). El Partido Socialista Obrero Español resaltó que la Ley fue la forma de superar las guerras civiles y que el olvido era recíproco para ambos bandos; la coalición nacionalista catalana Convergencia y Unión hizo hincapié en que la Ley de Memoria Histórica ya había reconocido la ilegitimidad de los tribunales franquistas; en cuanto al Partido Popular, sucesor de la Alianza Popular que se abstuvo en 1977 en la votación de la Ley, expresó su apoyo a la misma y reprochó a los partidarios de su derogación que volvieran a «traer rencores». Esta posición es también la que mantienen los sectores que simpatizan con el franquismo, pues consideran que la izquierda política pretende derogar la Ley de Amnistía para realizar unos juicios selectivos sólo a uno de los bandos que intervino en la Guerra Civil, manteniendo la impunidad para los crímenes cometidos por el bando vencido.  Por último, no faltan quienes, como el Partido Nacionalista Vasco, consideran irrelevante el debate por no quedar personas vivas a quienes se pudiera juzgar por los presuntos delitos de genocidio o lesa humanidad.
Desde un punto de vista jurídico, algunos medios señalan que la Ley de Amnistía no violó el derecho fundamental a la tutela judicial efectiva pues, aunque extinguió la responsabilidad criminal, mantuvo subsistente la responsabilidad civil. Es por ello que algunos estiman que los perjudicados han tenido abiertas las vías de los tribunales civiles o contencioso administrativos para solicitar una reparación.

## La Ley de Amnistía y los intentos de juzgar los «crímenes del franquismo»

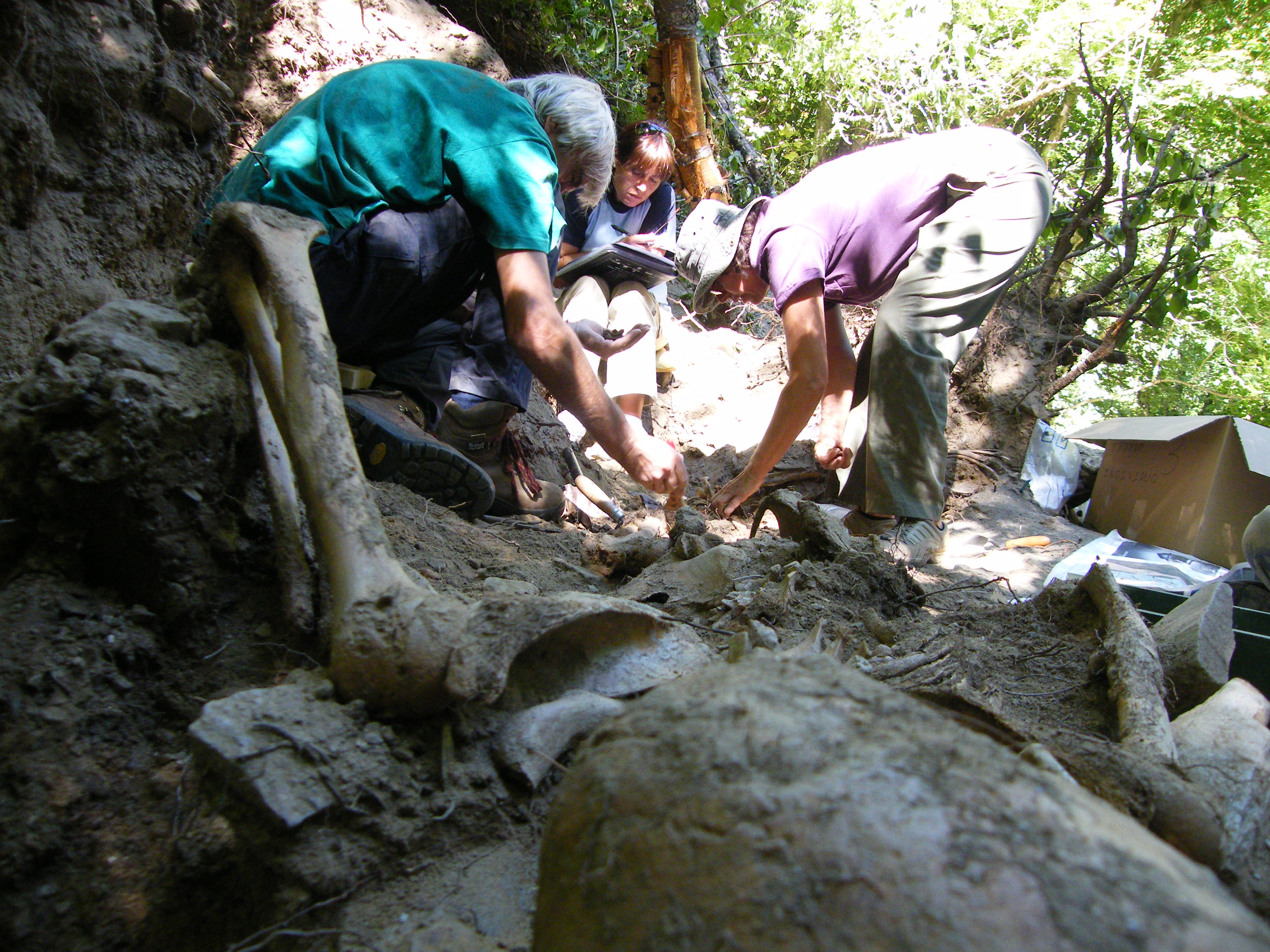
La Ley de Amnistía ha sido uno de los obstáculos para el enjuiciamiento de los supuestos crímenes contra la humanidad cometidos durante la Guerra Civil Española y el régimen de Francisco Franco, por lo que la ONU, Amnistía Internacional y Human Rights Watch han solicitado repetidamente su derogación, interpretando que atenta contra los derechos humanos. Imagen de la exhumación, por parte de la Asociación para la Recuperación de la Memoria Histórica, de una fosa de represaliados de la guerra civil en Balboa (provincia de León).

El 18 de julio de 2007 varias asociaciones de derechos humanos presentaron denuncias ante la Audiencia Nacional para la investigación de los crímenes del franquismo, pero éstas fueron desestimadas, ya que «los delitos habían prescrito o, en todo caso, estaban sujetos a la Ley de Amnistía de 1977». En septiembre de 2008, el juez de Instrucción número 5 de la Audiencia, Baltasar Garzón, volvió a impulsar estas denuncias, acompañadas de los nombres y apellidos de 130 000 desaparecidos del franquismo. El fiscal de la Audiencia Nacional alegó que los delitos de genocidio y crímenes de lesa humanidad no estaban tipificados en el Código Penal de 1932, que regía cuando se cometieron, y que no se podían aplicar con carácter retroactivo. Garzón, amparándose en que son delitos que no prescriben, imputó al régimen franquista, el 14 de octubre, un delito de genocidio por estos y otros sucesos
Finalmente, Garzón declaró extinguida la responsabilidad penal de los imputados ya fallecidos y remitió la causa a distintos juzgados de los lugares donde habían sucedido los hechos. Por otra parte, el juez del Tribunal Supremo Luciano Varela admitió a trámite una querella interpuesta por las formaciones ultraderechistas Falange Española y Manos Limpias contra Garzón acusándole de prevaricación por asumir la causa contra el franquismo, al entender que no tenía las competencias para ello. La Ley de Amnistía fue uno de los varios insalvables obstáculos surgidos en el proceso contra el franquismo, lo que acarreó una incipiente corriente de críticas y los primeros movimientos desde 1977 que pedían su derogación.

### La Ley de Amnistía y el proyecto de Ley de Memoria Democrática
La cuestión del alcance de la Ley de Amnistía sobre los «crímenes del franquismo» se volvió a plantear en noviembre de 2021 a raíz de la enmienda presentada por el PSOE y Unidas Podemos al proyecto de Ley de Memoria Democrática, propuesta por ellos mismos, que decía: «Todas las leyes del Estado español, incluida la Ley 46/1977, de 15 de octubre, de Amnistía, se interpretarán y aplicarán de conformidad con el Derecho internacional convencional y consuetudinario y, en particular, con el Derecho Internacional Humanitario, según el cual los crímenes de guerra, de lesa humanidad, genocidio y tortura tienen la consideración de imprescriptibles y no amnistiables». La enmienda se interpretó como un intento de superar la Ley de Amnistía sin derogarla y generó una enorme polémica.
La oposición de derechas al gobierno de coalición PSOE-Unidas Podemos presidido por Pedro Sánchez se pronunció radicalmente en contra, pero también destacados intelectuales y periodistas progresistas. Fernando Vallespín escribió en el diario El País que la enmienda era un intento de hacer «retroactiva la polarización presente hasta anular el mismo acto fundacional de nuestra democracia». Por su parte Juan Luis Cebrián afirmó, también en El País, que la propuesta de Ley de Memoria Democrática «aspira a enterrar el espíritu y la letra de la Transición política española».
Pero también ha habido defensores, aunque con matices, como los historiadores y politólogos Paloma Aguilar Fernández e Ignacio Sánchez-Cuenca que afirmaron, también en El País, que la enmienda «tal como está formulada, será difícil que sirva para modificar la práctica jurídica española», pero que «solo desde una visión conservadora del Derecho puede defenderse que la Ley de Amnistía haya de interpretarse hoy exclusivamente en función de lo que entonces dijeron los legisladores». «La sociedad de entonces empleaba estándares de exigencia política distintos a los actuales. Los políticos españoles tenían pocos precedentes a los que agarrarse, puesto que no se había consolidado aún lo que luego ha sido una práctica común en muchas transiciones a la democracia, la llamada justicia transicional: el conjunto de medidas, judiciales y políticas, destinadas a reparar a las víctimas de crímenes contra los derechos humanos. Ni siquiera se hablaba de comisiones de la verdad, que se popularizarían a partir de la experiencia argentina en 1983. Tampoco había un consenso sobre la necesidad de reducir los ámbitos de impunidad política porque entonces no existía esa demanda y, además, había necesidades que se consideraron más imperiosas, como empezar a acabar con la brutal asimetría establecida por Franco entre vencedores y vencidos, así como estabilizar una democracia amenazada por el ruido de sables y unos niveles de violencia política y represión estatal notables. El contexto internacional fue cambiando posteriormente y la impunidad de determinados delitos se vio cada vez más cuestionada. Pero  España se resistió a adaptarse a las novedades de la justicia transicional. Algunos de las justificaciones provienen de que los paralelismos con el caso chileno o argentino no son de aplicación por la divergencia histórica de los procesos. Mientras que en España la dictadura de Franco fue el fin de una guerra civil de tres años en la que las FFAA y el país se dividieron en dos bandos y cuyo conflicto contó con participación material de potencias europeas, las dictaduras argentina y chilena surgieron como resultados inmediatos a golpes de Estado que quebraron el régimen democrático, sin oposición dentro de las FFAA. Tampoco sus jueces quisieron llevar a cabo, como sí hicieron algunos de sus homólogos chilenos, una interpretación generosa de la amnistía, tanto excluyendo ciertos delitos de los beneficios de la ley, como optando por investigar y, una vez establecidos los hechos, amnistiar. La interpretación que de esa norma se ha hecho en España es lo que la convierte, de facto, en una ley de punto final».